# 姉小路季綱
姉小路 季綱（あねこうじ すえつな、生年不詳 - 1585年）は、戦国時代から安土桃山時代にかけての武士、三木姉小路氏一族、鍋山氏養子として鍋山季綱とも。

## 略歴
姉小路頼綱の三男として誕生。
鍋山顕綱は実兄である姉小路頼綱に暗殺された。のちに頼綱の長男の姉小路信綱も誅殺されたため、鍋山城に入っていた三男の姉小路秀綱が嫡男とされた。このため季綱が鍋山顕綱の名目上の養子として鍋山氏の跡を継ぎ、鍋山城主となった。
1585年、飛騨征伐が始まった際、季綱は兄である姉小路秀綱の松倉城へ合流し籠城した。
松倉城は天嶮の要害で金森軍の攻撃を良くしのいだ。幾日も籠城戦をは続いたが、藤頼新蔵らが金森軍へ内応し城に火を放ち、姉小路軍は混乱の中、金森軍の総攻撃を受けて城は落城した。
秀綱・季綱兄弟は落城前に脱出したが、信濃へ逃れ大根川を下った付近で土民に襲われて殺された、と伝わる。

## 人物・逸話
- 季綱と秀綱が信州へ逃れたのは、徳川家康の元に身を寄せ、再起を図るつもりだったのではないかと推測されている[3]。
- 鍋山城は八賀の重要拠点となる事から、頼綱は血縁者（顕綱・季綱）を城主とした。